# Khariya
Khariya là một thị trấn thống kê (census town) của quận Sonbhadra thuộc bang Uttar Pradesh, Ấn Độ.

## Nhân khẩu
Theo điều tra dân số năm 2001 của Ấn Độ, Khariya có dân số 9836 người. Phái nam chiếm 55% tổng số dân và phái nữ chiếm 45%. Khariya có tỷ lệ 72% biết đọc biết viết, cao hơn tỷ lệ trung bình toàn quốc là 59,5%: tỷ lệ cho phái nam là 79%, và tỷ lệ cho phái nữ là 63%. Tại Khariya, 15% dân số nhỏ hơn 6 tuổi.